# Midi-Pirenei
Il Midi-Pirenei (in francese Midi-Pyrénées, occitano Miègjorn-Pirenèus) era una regione amministrativa francese. 
Dal 1º gennaio 2016 è stata unita alla Linguadoca-Rossiglione per formare la nuova regione Occitania.

## Geografia fisica
Secondo i confini regionali in vigore dal 1982 al 2015, Midi-Pirenei era la prima regione per estensione nella Francia metropolitana.
Il capoluogo era Tolosa; altri centri importanti erano Montauban, Tarbes, Albi e Lourdes. Era composta da 8 dipartimenti: Ariège (09), Aveyron (12), Gers (32), Alta Garonna (31, Haute-Garonne), Alti Pirenei (65, Hautes-Pyrénées), Lot (46), Tarn (81), Tarn e Garonna (82, Tarn-et-Garonne). Sono inclusi nella regione 22 arrondissement, 293 cantoni e 3 020 comuni.
Il territorio della regione confina con quello dell'Aquitania a ovest, del Limosino a nord, dell'Alvernia a nord-est e della Linguadoca-Rossiglione a est, oltre che con Andorra e la Spagna (Catalogna e Aragona) a sud.

## Dipartimenti
| #  | Nome italiano  | Nome francese   | Capoluogo | Superficie (km²) | Popolazione | Densità di popolazione (abitanti/km²) | Popolazione del capoluogo |
| -- | -------------- | --------------- | --------- | ---------------- | ----------- | ------------------------------------- | ------------------------- |
| 09 | Ariège         | —               | Foix      | 4 890            | 151 581     | 31                                    | 9 712                     |
| 12 | Aveyron        | —               | Rodez     | 8 735            | 276 779     | 32                                    | 24 540                    |
| 32 | Gers           | —               | Auch      | 6 257            | 186 527     | 30                                    | 21 744                    |
| 31 | Alta Garonna   | Haute-Garonne   | Tolosa    | 6 309            | 1 234 241   | 196                                   | 439 553                   |
| 65 | Alti Pirenei   | Hautes-Pyrénées | Tarbes    | 4 464            | 229 273     | 51                                    | 44 173                    |
| 46 | Lot            | —               | Cahors    | 5 217            | 173 845     | 33                                    | 20 031                    |
| 81 | Tarn           | —               | Albi      | 5 758            | 374 501     | 65                                    | 48 847                    |
| 82 | Tarn e Garonna | Tarn-et-Garonne | Montauban | 3 718            | 239 228     | 64                                    | 55 974                    |